# (31851) 2000 EK40
2000 EK40 (asteroide 31851) é um asteroide da cintura principal. Possui uma excentricidade de 0.16508730 e uma inclinação de 3.00781º.
Este asteroide foi descoberto no dia 8 de março de 2000 por LINEAR em Socorro.